# Lonchurus
Lonchurus es un género de pez de la familia Sciaenidae en el orden Perciformes.

## Especies
- Lonchurus elegans (Boeseman, 1948)
- Lonchurus lanceolatus (Bloch, 1788)